# Colobothea wappesi
Colobothea wappesi es una especie de escarabajo longicornio del género Colobothea, categorizada en la tribu Colobotheini, de la subfamilia Lamiinae. Fue descrita por Monné M. A. & Monné M. L. en 2010.

## Descripción
Mide 8-9 mm de longitud.

## Distribución
Se distribuye por Bolivia.